# International Ergonomics Association
La International Ergonomics Association o IEA è una associazione internazionale di organizzazioni operanti nel settore dell'ergonomia.

## Missione
La missione dell'associazione è quella di applicare e sviluppare la teoria dell'ergonomia, estendendola a più settori e applicazioni possibili al fine di migliorare la qualità della vita.

## Organizzazione e attività
- Conta 42 associazioni aderenti a livello mondiale.
- Promuove e coordina lo scambio internazionale di informazioni scientifiche e tecniche, organizzando e promuovendo conferenze e riunioni.
- Supporta e promuove l'applicazione dell'ergonomia nei paesi in via di sviluppo.
- Ha un piano strategico che definisce gli obiettivi.
- Mantiene una serie di programmi educativi in ergonomia che coprono 35 paesi.
- Ha prodotto linee guida sulle competenze principali in ergonomia.
- Ha prodotto una definizione concordata di ergonomia nel 2000.
- Sta istituendo un programma di certificazione per Ergonomics Quality In Design (EQUID).
- Incoraggia lo sviluppo e l'applicazione dell'ergonomia con l'assegnazione di nove diversi premi.

L'IEA è governata da un Consiglio di rappresentanti delle società aderenti. L'amministrazione viene eseguita dal Comitato Esecutivo che comprende i funzionari eletti e i presidenti delle commissioni permanenti.